# Quint Petil·li Cerial
Quint Petil·li Cerial   (c. 30 dC - c. 83 dC) en llatí: Quinctus Petilius Cerialis va ser un general romà parent proper de l'emperador Vespasià.

## Revolta de Boudica
Cerial es menciona per primer cop com a llegat de la Legió IX Hispana sota Vetti Bolà a Britànnia, quan va ser derrotat per la reina Boudica l'any 61, durant la revolta liderada per la reina. Les tropes liderades per Cerial intentaven socórrer la ciutat de Camulodunum, (Colchester), però van ser severament derrotades pels britons en una batalla coneguda com la Massacre de la Legió IX. La legió va ser pràcticament anihilada i només la cavalleria va poder fugir. Camulodunum va ser destruïda, encara que la revolta va ser esclafada més tard pel governador Gai Suetoni Paulí.

## Guerra Civil
Quan Vespasià es va alçar per reclamar l'imperi l'any 69, l'emperador Vitel·li va ordenar que es prengués Cerial com a ostatge pel seu parentesc amb el revoltat. Però Cerial es va escapar i es va unir a les seves forces a Itàlia dirigides per Antoni Prim, i va ser nomenat general de l'exèrcit favorable a Vespasià dirigint part de la cavalleria. A les portes de Roma va ser derrotat en un combat menor, i va ser acusat, juntament amb altres generals, de no haver avançat prou ràpidament.
Amb Vespasià al poder, va obtenir el comandament de la Legió XIV Gemina i l'any següent (70) l'emperador el va enviar a Germània per lluitar contra Civilis i aquí va tenir un èxit complet. El llavors general Domicià li va demanar el comandament poc abans de liquidar la revolta, en part per emportar-se el mèrit de Cerial i guanyar reputació, mentre aspirava a apoderar-se de l'Imperi. Però Cerial es va posar a riure davant de la petició i no li va voler donar, acusant-lo de comportar-se com un nen. Domicià li va haver de reconèixer el mèrit d'esclafar la Revolta de Batàvia.

## Governador a Britànnia
L'any 71 aC va ser enviat com a legat consolar i posat al capdavant del govern de Britànnia. Va arribar a l'illa al davant de la Legió II Adiutrix Pia Fidelis i es va guanyar el suport de Gneu Juli Agrícola, comandant de la Legió XX Valèria Victrix, estacionada a la província. Va organitzar diverses campanyes contra els Brigants, obtenint diverses victòries i va conquerir la major part del seu territori a la Batalla de Scotch Corner.
Va abandonar la província l'any 74, retornant a Roma com a Cònsol sufecte. El 83 va ser nomenat cònsol per segona vegada, juntament amb l'emperador Domicià.